# Svartholmen (vid Sommaröarna, Esbo)
Svartholmen är en ö i Finland. Den ligger i Finska viken och i kommunen Esbo i landskapet Nyland, i den södra delen av landet. Ön ligger omkring 17 kilometer väster om Helsingfors.
Öns area är 6,2 hektar och dess största längd är 390 meter i nord-sydlig riktning.